# Prachtsepia
Ascarosepion pfefferi, auch Prachtsepia, Pfeffers Prachtsepia oder Flammende Sepia, ist eine kleine Art der Tintenfische, welche einen kleinen, dicken, rautenförmigen Schulp ohne zugespitztes Ende besitzt. Das Verbreitungsgebiet im Indo-Pazifik erstreckt sich von Nordaustralien über Indonesien bis nach Malaysia im Westen und den Philippinen im Norden.
Das Typusexemplar, ein Weibchen, wurde während der Challenger-Expedition in der Arafurasee am 9. Oktober 1874 in einer Tiefe von 51 m gesammelt. Es wird im Natural History Museum in London aufbewahrt.

## Beschreibung
Die Tiere sind verhältnismäßig klein und erreichen lediglich eine Mantellänge von etwa 6 cm. Sie sind kurz und gedrungen mit einem rundlichen Mantel. Das dorsale Armpaar (Armpaar I) ist deutlich kürzer als die anderen Armpaare (und auch deutlich kürzer als bei M. tullbergi). Die Saugnäpfe sind auf den acht normalen Armen in vier Längsreihen angeordnet, auf den Fangarmen 5 oder 6 Saugnäpfe pro Querreihe. Der Schulp ist gerundet, im Umriss rautenförmig und ohne zugespitztes Ende. Er ist verhältnismäßig dick und deutlich kürzer als der Mantel und sitzt im vorderen Drittel bis Viertel des Mantels. Der vordere, obere Mantelrand ist ohne zungenförmigen Fortsatz. Der Mantel besitzt auf dem Rücken sechs papillenförmige Fortsätze und über den Augen je einen Fortsatz. Die Grundfarbe ist ein dunkelbraun mit veränderlichen Mustern von Weiß und Gelb. Die Arme sind purpurrot.

## Ernährung
Die Tiere sind tagaktiv und jagen kleine Krebstiere und kleine Fische. Entweder sie lauern gut getarnt oder sie nähern sich behutsam auf ihren Fangarmen und dem hinteren Teil der Mantelfortsätze schreitend ihrer Beute. Diese wird schließlich mit den blitzartig vorschnellenden Fangarmen gegriffen.

## Fortpflanzung
Bei der Begattung wenden sich die Geschlechtspartner einander zu und umschlingen sich mit ihren Fangarmen. Dabei platziert das Männchen die Spermien in einer kleinen Tasche unterhalb des Mantels des Weibchens. Dieses kann mit Hilfe dieser Tasche die Befruchtung der Eier regulieren, da die Eizellen getrennt von den Spermien aufbewahrt werden. Schließlich legt das Weibchen die befruchteten Eier in die Lücken und Spalten zwischen Korallen- und Felsstücken in flacherem Wasser ab. Die Jungtiere wandern dann meist in etwas größere Tiefe auf schlammige und sandige Weichböden, um schließlich als Adulte wieder zu den Laichgebieten zurückzukehren. Es ist beobachtet worden, dass die Weibchen ihr Gelege gegen kleinere Räuber wie Fische verteidigen.
Der Lebenszyklus dieser Spezies liegt in Menschenobhut bei einem Jahr.

## Vorkommen
Die Art lebt auf sandigen und schlammigen Weichböden in 3 bis 86 m Tiefe. Das Verbreitungsgebiet von M. pfefferi reicht von Mandurah in Westaustralien bis zur Moreton Bay im südlichen Queensland und über Arafura See zur Südküste von Neuguinea. Die Art kann darüber hinaus auch auf Sulawesi und den Molukken in Indonesien sowie in Malaysia auf den Inseln Mabul und Sipadan beobachtet werden. Nach Norden erstreckt sich das Verbreitungsgebiet bis zu den Philippinen, wo die Art vor allem auf den Visayas, z. B. auf der Insel Negros, gefunden werden kann.

## Kommerzielle Bedeutung
Die Art wird nicht kommerziell genutzt, da sie zu klein ist und nicht in Massen auftritt. Australische Forscher haben festgestellt, dass das Fleisch der Tiere ein hochgiftiges Toxin enthält, dessen tödliche Wirkung in etwa der von Tetrodotoxin beim Blaugeringelten Kraken entspricht. Damit ist sie die einzige bisher bekannte giftige Sepia-Art.

## Taxonomie und Systematik
Die Art wurde von Hoyle als Sepia pfefferi 1885 erstbeschrieben. Er richtete für diese Art eine Untergattung Metasepia ein, die später zur Gattung hochgestuft wurde. 2023 wurde Metasepia mit Ascarosepion synonymisiert. Bei der Analyse war Ascarosepion tullbergi, bis dahin ebenfalls in die Gattung Metasepia gestellt, zwar weiterhin die Schwesterart und beide Arten haben einige morphologische Merkmale gemeinsam. Sie waren aber in die Gattung Ascarosepion eingeschachtelt, die durch die Anerkennung als Gattung dadurch paraphyletisch würde.

## Gefährdung
Die Prachtespia wurde im Jahr 2009 auf eine mögliche Gefährdung hin durch die Weltnaturschutzunion IUCN analysiert. Eine Einstufung war aber nicht möglich, da zu wenige Daten vorlagen.